# Сэкигава, Хидэо
Хидэо Сэкигава (яп. 関川秀雄 Сэкигава Хидэо, (1 декабря 1908 года — 16 декабря 1977 года) — японский радикальный кинорежиссер, который открыто демонстрировал свои левые убеждения. Один из представителей японского независимого кинематографа 1950-х. За период своей режиссёрской карьеры, которая приходится на период с 1944 по 1969 год, режиссёр снял более 50 фильмов, многие из которых затрагивают антивоенную тематику, в некоторых из своих фильмов выражал антиамериканскую позицию, а также критику властных структур.

## Биография

### Ранние годы
Хидэо Сэкигава появился на свет четвёртым сыном в доме помещика в небольшом городке Савата, расположенном на острове Садо в префектуре Ниигата (ныне бывший городок Савата является одним из 10 подразделений города Садо). Ещё во время учёбы в средней школе Садо префектуры Ниигата, юноша был увлечён изучением искусств. После забастовки в школе Ниигаты, Сэкигава бросил учёбу и уехал в Токио, где в 1936 году трудоустроился в студию P.C.L. (Photo Chemical Laboratories — раннее название студии «Тохо») в качестве помощника продюсера. Исполнял обязанности директора по производству на ряде ранних фильмов Сацуо Ямамото (известного левого режиссёра, члена КПЯ) и Ясудзиро Симадзу. 

### Карьера в кино
В 1944 году дебютировал в режиссуре документальным фильмом «Большие крылья», сделанным по заказу Ассоциации авиационной промышленности на армейской студии Военно-воздушных сил Южной армии. В фильме рассказывалось о новом разведывательном самолёте и работах по его техническому обслуживанию на тыловой базе. После окончания Второй мировой войны вместе с Акирой Куросавой и Кадзиро Ямамото был сопостановщиком первой игровой в своей режиссёрской карьере киноленты «Люди, творящие завтра» (1946), пропагандистского фильма, снятого по заказу профсоюза работников компании «Тохо». Куросава в последующие годы не признавал этот проект своей работой, а Кодзиро Ямамото, как раз напротив, дабы реабилитироваться в глазах общественности за свои киноленты, снятые в военные годы, которые были сделаны в русле национальной политики милитаристской Японии, проявил активное участие в съёмках. Сэкигава, как один из воинов профсоюзного движения на студии «Тохо» занимал центристскую позицию в спорах между Куросавой и Ямамото при работе над этим проектом. После знаменитой забастовки на студии «Тохо» 1948 года, Сэкигава был уволен из кинокомпании из-за его коммунистических симпатий и примкнул к движению независимых японских кинематографистов. Принимал активное участие в работе над фильмами для кинокомпании «Тоёко эйга» (предшественнице «Тоэй»), делал скромные документальные и игровые фильмы на небольших независимых студиях «Рикэн эйга», «Оидзуми эйга», «Дай-ити-кьёдан», «Син эйга-ся», «Ари пуро», «Киндай эйга кёкай» и др. В эти годы он выделялся как один из самых радикальных режиссеров, наряду с Тадаси Имаи, Фумио Камэи и Сацуо Ямамото, сделав заметный вклад в движение независимых. 
Именно в начале 1950-х годов он снял серию известных фильмов, посвященных острым темам, зачастую с антиамериканской направленностью: «Прислушайтесь к голосам моря» (1950), — антивоенный фильм, признающийся одним из лучших в его карьере. Основан на книге «Слушайте голос морского бога», в которой были собраны дневники погибших на войне студентов. Однако Сэкигава вместе со сценаристом Кадзуро Фунахаси заимствовали из книги не сам сюжет, а лишь идею, мироощущение, настроение. Главное внимание в фильме уделено показу последних дней отряда бывших студентов, разгромленного на бирманском фронте. «Прислушайтесь к голосам моря» имел историческое значение в том смысле, что был первым в Японии фильмом, открыто разоблачавшим ужасы и жестокости войны. За этим последовал ряд крайне противоречивых, но нередко высокоуровневых работ: «Моё преступление в университете» (1951); «Рассвет 15 августа» (1952), — о горьком дне капитуляции, в котором режиссёр расправился с последними милитаристскими фанатиками, не смирившимися с поражением; «Дети смешанной крови» (1953), — откровенно антиамериканский фильм, в котором Сэкигава затрагивает больную для послевоенной Японии тему о детях, рождённых японками от американских солдат; и особенно его самый знаменитый фильм «Хиросима» (1953, на основе книги профессора Хиросимского университета Араты Осады), чья шкала реалистической реконструкции событий атомной бомбардировки Хиросимы противопоставляется скромности показанных событий фильма «Дети атомной бомбы» (в нашем прокате — «Дети Хиросимы») режиссёра Канэто Синдо (1952), снятого по той же книге.
С середины 1950-х, когда начались трудности с прокатом независимых картин, Сэкигава влился в ряды режиссёров кинокомпании «Тоэй», где плодовито работал до конца 1960-х годов, хотя его карьера этого периода развивалась в сторону фильмов с более коммерческими сюжетами. Исключением была только ещё одна антиамериканская картина «Рёв земли» (в прокате СССР — «Гул самолётов и земля»), затрагивающая проблему американских военных баз на японских островах. Это был тот редкий случай, когда крупная кинокомпания, к которым относилась «Тоэй» позволила себе коснуться столь щекотливой антиамериканской темы, до этого такое могли себе позволить лишь небольшие независимые студии. 
Младший брат режиссёра Юкио Сэкигава был одним из руководителей в Japanese National Railways (JNR — Японские национальные железные дороги). Как полагают, младший брат не раз обращался с просьбами к старшему брату о помощи в популяризации как работы железнодорожников, так и самого железнодорожного транспорта в целом. Отсюда неоднократное обращение Сэкигавы к документальным и игровым фильмам о данном виде транспорта. Ещё в 1951 году Сэкигава поставил документальную короткометражку «Повседневная жизнь железнодорожников», отмеченную призом на Венецианском кинофестивале 1952 года. Одной из самых коммерчески успешных в карьере режиссёра стала игровая кинолента «Большое путешествие» (др. назв. «Великая дорога», 1960, с популярной звездой экрана Рэнтаро Микуни в главной роли). В этом блокбастере, снятом по сценарию Канэто Синдо, динамически отражена тридцатилетняя история служащего JNR и его семьи. Действие происходит в Мориоке с конца эпохи Тайсё до 1950-х годов эпохи Сёва. Успех фильма в национальном прокате настолько впечатлил руководство Японских национальных железных дорог, что они сразу же в том же 1960 году заказали компании «Тоэй» постановку ещё одного фильма о героическом труде бригады, обслуживающей суперсовременный по тем годам экспресс «Сакура». Кинолента «Дальний рейс», снятая по сценарию того же Синдо и с участием того же Рэнтаро Микуни, вышла в прокат уже к концу года и пользовалась заслуженным успехом.
Из работ Сэкигавы 1960-х годов наибольшее внимание критики и японских зрителей привлекли фильмы «Моя жизнь как огонь» (1961), «Продавцы секса» (1965) и «Жестокая татуировка» (др. назв. «Татуированная соблазнительница», 1968).

## Премии и номинации
Венецианский кинофестиваль (1952)
- Жюри III международного фестиваля научного и документального кино, проходившего в рамках 13-го МКФ в Венеции присудило вторую премию по разделу короткометражных фильмов на актуальную тему — фильму «Повседневная жизнь железнодорожников»

Премия журнала «Кинэма Дзюмпо»

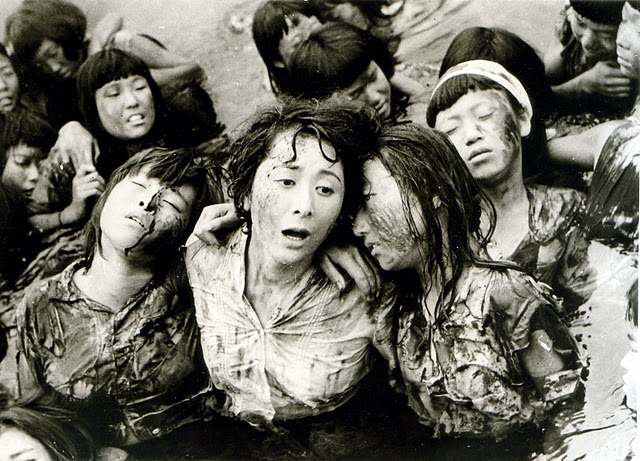
актриса Юмэдзи Цукиока в кадре из фильма «Хиросима» (1953)

- Номинация на премию за лучший фильм 1948 года — «Вторая жизнь».
- Номинация на премию за лучший фильм 1950 года — «Прислушайтесь к голосам моря».
- Номинация на премию за лучший фильм 1950 года — «Военные корабли не дымят».
- Номинация на премию за лучший фильм 1957 года — «Гул самолётов и земля».
- Номинация на премию за лучший фильм 1958 года — «Ад в два часа ночи».
- Номинация на премию за лучший фильм 1960 года — «Большое путешествие».
- Номинация на премию за лучший фильм 1966 года — «13 000 подозреваемых».

## Фильмография
| Год         | Название по-русски                                                        | Оригинальное название                 | Транслитерация (по системе Поливанова)         | Английское название                        | Примечание |
| ----------- | ------------------------------------------------------------------------- | ------------------------------------- | ---------------------------------------------- | ------------------------------------------ | --- |
| 1930-е годы |                                                                           |                                       |                                                |                                            | |
| 1938        | «Пасторальная симфония»                                                   | 田園交響曲                            | Дэнъэн кокёгаку                                | Pastoral Symphony                          | режиссёр — Сацуо Ямамото. Сэкигава — директор по производству. Пр-во «Тохо».                                                        |
| 1938        | «Семейный дневник» (фильм в двух частях)                                  | 家庭日記 前篇 / 家庭日記 後篇         | Катэй никки (Дзэмпэн; Кохэн)                   | Family Diary (Parts 1 and 2)               | режиссёр — Сацуо Ямамото. Сэкигава — директор по производству. Пр-во «Тохо».                                                        |
| 1940-е годы |                                                                           |                                       |                                                |                                            | |
| 1940        | «Снежный грим»                                                            | 化粧雪                                | Кэсё юки                                       | Snow Make-up                               | режиссёр — Тамидзо Исида. Сэкигава — директор по производству. Пр-во «Тохо».                                                        |
| 1940        | «Герой момента»                                                           | 時の花形                              | Токи-но ханагата                               | Hero of the Moment                         | режиссёр — Ясудзиро Симадзу. Сэкигава — директор по производству. Пр-во «Тохо».                                                     |
| 1941        | «Невеста брата»                                                           | 兄の花嫁                              | Ани-но ханаёмэ                                 | A Brother's Bride                          | режиссёр — Ясудзиро Симадзу. Сэкигава — директор по производству. Пр-во «Тохо».                                                     |
| 1941        | «Белая цапля»                                                             | 白鷺                                  | Сирасаги                                       | The White Heron                            | режиссёр — Ясудзиро Симадзу. Сэкигава — директор по производству. Пр-во «Тохо».                                                     |
| 1941        | «Бойцовская рыба»                                                         | 闘魚                                  | Тогё                                           | Fighting Fish                              | режиссёр — Ясудзиро Симадзу. Сэкигава — директор по производству. Пр-во «Тохо».                                                     |
| 1942        | «Большая зелёная земля»                                                   | 緑の大地                              | Мидори-но дайти                                | The Large Green Land                       | режиссёр — Ясудзиро Симадзу. Сэкигава — директор по производству. Пр-во «Тохо».                                                     |
| 1944        | «Большие крылья» (док.)                                                   | 大いなる翼                            | Мидори-но дайти                                | Big wings                                  | Сэкигава — дебют в режиссуре. Документальный фильм. Пр-во Военно-воздушных сил Южной армии. Прокат «Тохо».                          |
| 1946        | «Люди, творящие завтра» («Творящие завтрашний день»)                      | 明日を創る人々                        | Асита о цукуру хитобито                        | Those Who Make Tomorrow                    | Он один из трёх режиссёров — сорежиссёры: Кадзиро Ямамото, Акира Куросава. Пр-во «Тохо».                                            |
| 1947        | «Круглосуточный магазин в подземке»                                       | 地下街二十四時間                      | Тикагай нидзюё-дзикан                          | Twenty‒Four Hours Underground              | Пр-во «Тохо». |
| 1947        | «Детектив Хироси-кун» (к/м)                                               | 名探偵ヒロシ君                        | Мэйтантэй хироси-кун                           |                                            | Короткометражный игровой фильм производства кинокомпании «Тохо».                                                                    |
| 1948        | «Вторая жизнь»                                                            | 第二の人生                            | Дайни-но дзинсэй                               | Second Life                                | Пр-во «Тохо». |
| 1949        | «Растущая деревня» (док.)                                                 | 育ち行く村                            | Содати юку-мура                                |                                            | Документальный фильм производства студии научно-популярных фильмов «Рикэн эйга».                                                    |
| 1949        | «С песней на устах» (док.)                                                | くちびるに歌をもて                    | Кутибиру ни ута о мотэ                         |                                            | Документальный фильм производства студии научно-популярных фильмов «Рикэн эйга».                                                    |
| 1950-е годы |                                                                           |                                       |                                                |                                            | |
| 1950        | «Дрожь»                                                                   | 戦慄                                  | Сэнрицу                                        | Shiver                                     | Пр-во «Тоёко эйга». С участием Утаэмона Итикавы                                                                                     |
| 1950        | «Прислушайтесь к голосам моря»                                            | 日本戦歿学生の手記 きけ、わだつみの声 | Кикэ вадацуми-но коэ                           | Listen to the Voices of the Sea            | Пр-во «Тоёко эйга». |
| 1950        | «После войны»                                                             | 戦火を越えて                          | Сэнка о коэтэ                                  |                                            | Пр-во «Оидзуми эйга», «Дай-ити-кьёдан». С участием Хидэко Такаминэ и Со Ямамура                                                     |
| 1950        | «Военные корабли не дымят»                                                | 軍艦すでに煙なし                      | Гункан судэни кэмури наси                      | Warships Without Smoke                     | Пр-во «Син эйга-ся». С участием Со Ямамура и Эйдзи Окада                                                                            |
| 1951        | «Моё преступление в университете»                                         | わが一高時代の犯罪                    | Вага ититака дзидай-но хандзай                 | My Crime While at the First Higher School  | Пр-во «Тоэй». В ролях: Исао Кимура, Эйдзи Окада                                                                                     |
| 1951        | «Гоэмон Исикава: Правдивая история»                                       | 真説石川五右衛門                      | Синсэцу исикава гоэмон                         | Goemon Ishikawa: The True Story            | Пр-во «Тоэй». С участием Осаму Такидзавы и Исаму Косуги                                                                             |
| 1951        | «Повседневная жизнь железнодорожников» (к/м., док.)                       | 鉄路に生きる                          | Тэцуро-но икиру                                | Life of a Railway Worker                   | Короткометражный документальный фильм, удостоенный приза на 13-м Венецианском кинофестивале 1952 года                               |
| 1952        | «Рассвет 15 августа»                                                      | 黎明八月十五日                        | Рэймэй хатигацу дзюго-нити                     | Dawn Fifteen of August                     | Пр-во «Тоэй». В ролях: Эйдзи Окада, Кёко Кагава                                                                                     |
| 1953        | «Дети смешанной крови»                                                    | 混血児                                | Конкэтудзи                                     | Mixed-Blood Children                       | Пр-во «Ари-пуро», прокат — «Хокусэй эйга». С участием Сидзуэ Нацукава                                                               |
| 1953        | «Хиросима»                                                                | ひろしま                              | Хиросима                                       | Hiroshima                                  | Фильм поставлен Японским профсоюзом учителей, прокат — «Хокусэй эйга». В ролях: Эйдзи Окада, Юмэдзи Цукиока, Исудзу Ямада, Ёси Като |
| 1954        | «Оргия»                                                                   | 狂宴                                  | Кёэн                                           | Orgy                                       | Пр-во «Киндай эйга кёкай», прокат — «Хокусэй эйга». В ролях: Юко Мотидзуки, Масао Мисима                                            |
| 1955        | «Трубач»                                                                  | トランペット少年                      | Торампэтто сёнэн                               | A Trumpet Boy                              | Пр-во «Тоэй». В главной роли Такэтоси Найто                                                                                         |
| 1956        | «Детство доктора Ногути»                                                  | 野口英世の少年時代                    | Ногути хидэё-но сёнэн дзидай                   | The Boyhood of Dr. Noguchi                 | Пр-во «Тоэй». В ролях: Эйскэ Дайгэндзи, Тэруко Киси, Ясуми Хара                                                                     |
| 1956        | «Звук молодости»                                                          | 青春の音                              | Сэйсюн-но ото                                  | Sound of Youth                             | Пр-во «Мадока гурупу», прокат — «Сётику». В ролях: Кэйдзи Сада, Сюдзи Сано, Такэси Сакамото                                         |
| 1956        | «История столичного полицейского департамента: Убийца-левша»              | 警視庁物語 追跡七十三時間             | Кэйситё моногатари цуйсэки нана дзю сан-дзикан | Police Precinct: The Left-Handed Killer    | Пр-во «Тоэй». В ролях: Ясуси Нагата, Такаси Канда, Ёси Като                                                                         |
| 1957        | «История столичного полицейского департамента: Волшебство средь бела дня» | 警視庁物語 白昼魔                     | Кэйситё моногатари хакутю ма                   |                                            | Пр-во «Тоэй». В ролях: Ясуси Нагата, Такаси Канда, Исао Кимура                                                                      |
| 1957        | «Река смотрит» (док.)                                                     | 川は見ている                          | Кава ва митэйру                                |                                            | Документальный фильм производства кинокомпании «Тоэй».                                                                              |
| 1957        | «Клуб парней-детективов. Часть 3: Курьёз с насекомым в шлеме»             | 少年探偵団 かぶと虫の妖奇             | Сёнэн тантэйдан кабутомуси-но ёки              | The Boy Detectives Club. Part 3            | Пр-во «Тоэй». В ролях: Эйдзи Окада, Масако Накамура, Ёси Като                                                                       |
| 1957        | «Новый Пекин» (док.)                                                      | あたらしい北京                        | Атараси Пэкин                                  | New Beijing                                | Документальный фильм. Пр-во Японско-Китайской ассоциации культурного обмена, прокат — «Сётику».                                     |
| 1957        | «Клуб парней-детективов. Часть 4: Таинственная особа в башне»             | 少年探偵団 鉄塔の怪人                 | Сёнэн тантэйдан тэтто-но кайдзин               | The Boy Detectives Club. Part 4 / 20 Faces | Пр-во «Тоэй». В ролях: Эйдзи Окада, Масако Накамура, Ёси Като                                                                       |
| 1957        | «Рёв земли» (в прокате СССР — «Гул самолётов и земля»                     | 爆音と大地                            | Бакуон то дайти                                | Roar and Earth                             | Пр-во «Тоэй». В ролях: Со Ямамура, Масако Накамура, Ёси Като                                                                        |
| 1958        | «Перестрелка на Седьмой улице»                                            | 乱撃の七番街                          | Рангэки-но ситибангай                          | Gunfight on Seventh Street                 | Пр-во «Тоэй». В ролях: Сусуму Намисима, Ёси Като, Эйдзи Окада                                                                       |
| 1958        | «Помимо сезонных ветров»                                                  | 季節風の彼方に                        | Кисэцуфу-но канатани                           | Beyond the Seasonal Wind                   | Пр-во «Тоэй». В ролях: Ёсико Куга, Кэн Такакура, Исао Кимура, Эйтаро Одзава, Эйдзиро Тоно                                           |
| 1958        | «Ад в два часа ночи»                                                      | 地獄の午前二時                        | Дзигоку-но годзэн нидзи                        | Horrible Midnight                          | Пр-во «Тоэй». В ролях: Кацуо Накамура, Исао Кимура, Масако Накамура, Ёсико Сакума                                                   |
| 1958        | «Мама и пистолет»                                                         | 母と拳銃                              | Хаха то кэндзю                                 | Mother and Gun                             | Пр-во «Тоэй». В ролях: Кацуо Накамура, Ёсико Сакума, Митиё Когурэ                                                                   |
| 1959        | «Путь зверя»                                                              | 獣の通る道                            | Кэдамоно-но тору мити                          | Beast's Path                               | Пр-во «Тоэй». В ролях: Кэн Такакура, Кацуо Накамура, Ёсико Сакума, Исао Кимура, Такаси Симура                                       |
| 1959        | «Дрейфующий покойник»                                                     | 漂流死体                              | Хёрю ситай                                     | A Dead Drifter                             | Пр-во «Тоэй». В ролях: Рэнтаро Микуни, Кэн Такакура, Ёси Като, Эйтаро Одзава                                                        |
| 1959        | «Бесшумный выстрел»                                                       | 静かなる兇弾                          | Сидзуканару кёдэн                              | The Silent Murder                          | Пр-во «Тоэй». В ролях: Кэн Такакура, Хитоми Накахара, Наоко Кубо, Со Ямамура, Такаси Симура                                         |
| 1960-е годы |                                                                           |                                       |                                                |                                            | |
| 1960        | «Большое путешествие» («Великая дорога»)                                  | 大いなる旅路                          | Ойнару табидзи                                 | The Great Road                             | Пр-во «Тоэй». Сценарий Канэто Синдо. В ролях: Рэнтаро Микуни, Кэн Такакура, Кацуо Накамура, Ёси Като, Эйдзиро Тоно                  |
| 1960        | «Банкноты дьявола»                                                        | 悪魔の札束                            | Акума-но сацутаба                              | Devil's Banknotes                          | Пр-во «Тоэй». В ролях: Исао Кимура, Наоко Кубо, Со Ямамура                                                                          |
| 1960        | «Повесть о молодом бродяге» (фильм в двух частях)                         | 少年漂流記 / 続少年漂流記             | Сёнэн хёрюки / Дзоку сёнэн хёрюки              | Tale of A Young Drifter (Part 1 / Part 2)  | Пр-во «Тоэй». В ролях: Дзё Мидзуки, Кэйити Китагава, Дзюн Усами                                                                     |
| 1960        | «Дальний рейс»                                                            | 大いなる驀進                          | Ойнару бакусин                                 | Devotion to Railway                        | Пр-во «Тоэй». Сценарий Канэто Синдо. В ролях: Кацуо Накамура, Рэнтаро Микуни, Ёсико Сакума, Эйтаро Одзава                           |
| 1961        | «Моя жизнь как огонь»                                                     | わが生涯は火の如く                    | Вага сёгай ва-но готоку                        | My Life Is Like Fire                       | Пр-во «Ню Тоэй». В ролях: Рэнтаро Микуни, Синдзиро Эхара, Юмико Хасэгава                                                            |
| 1961        | «Полицейский Морган и таинственный мужчина»                               | モーガン警部と謎の男                  | Морган кэйбу то надзо-но отоко                 | Detective Morgen and a Man of Mystery      | Пр-во «Тоэй». В ролях: Кодзи Цурута, Джон Бромфилд, Наоко Кубо, Исао Ямагата                                                        |
| 1962        | «Звёзды на краю неба»                                                     | あの空の果てに星はまたゝく            | Ано сура-но хатэ ни хоси хама татаку           |                                            | Пр-во «Тоэй». Сценарий Канэто Синдо. В ролях: Сатоми Ока, Синъити Тиба, Такаси Симура                                               |
| 1963        | «Токио неприкасаемый: Бегство»                                            | 東京アンタッチャブル 脱走             | Токё аантатибиру дассо                         | Tokyo Untouchable: Escape                  | Пр-во «Тоэй». В ролях: Кэн Такакура, Рэнтаро Микуни, Тэцуро Тамба                                                                   |
| 1963        | «Адвокат дьявола»                                                         | 鬼検事                                | Они-кэндзи                                     | Devil's Lawyer                             | Пр-во «Тоэй». В ролях: Кэн Такакура, Со Ямамура, Кэндзи Имаи                                                                        |
| 1965        | «Продавцы секса»)                                                         | ひも                                  | Химо                                           | The Sex Peddlers                           | Пр-во «Тоэй». В ролях: Тацуо Умэмия, Мако Мидори, Санаэ Накахара                                                                    |
| 1965        | «Страна детей» (док.)                                                     | こどもの国                            | Кодомо-но куни                                 | A Country of Children                      | Документальный фильм снятый телекомпанией Asahi Television News совместно с кинокомпанией «Тоэй».                                   |
| 1965        | «Альфонс»                                                                 | ダニ                                  | Дани                                           | Fancy Man                                  | Пр-во «Тоэй». В ролях: Тацуо Умэмия, Акэми Кита, Рэйко Оохара                                                                       |
| 1965        | «Простофиля»                                                              | かも                                  | Камо                                           | The Dupe                                   | Пр-во «Тоэй». В ролях: Тацуо Умэмия, Мако Мидори, Рэйко Оохара                                                                      |
| 1965        | «Честь бродяги»                                                           | 流れ者仁義                            | Нагарэмоно дзинги                              | Drifter's Honor                            | Пр-во «Тоэй». В ролях: Дзёдзи Такаги, Тацуо Умэмия, Минору Ооки                                                                     |
| 1966        | «13 000 подозреваемых»                                                    | 一万三千人の容疑者                    | Итиман сандзэннин                              | 13,000 Suspects                            | Пр-во «Тоэй». В ролях: Синсукэ Асида, Акико Кояма, Хисаси Игава                                                                     |
| 1968        | «История Такэси Фудзи»                                                    | 藤猛物語 ヤマト魂                     | Фудзи такэси моногатари ямато-дамасий          |                                            | Фильм-биография. Пр-во «Соо-Эй пуро», прокат — «Сётику». С участием Такэси Фудзи                                                    |
| 1968        | «Жестокая татуировка» («Татуированная соблазнительница»)                  | いれずみ無残                          | Ирэдзуми мудзан                                | Cruel Tattoo / Tattooed Temptress          | Пр-во «Сётику». В ролях: Тидзуко Араи, Юскэ Кавадзу, Кикко Мацуока, Эйдзи Окада                                                     |
| 1968        | «Новая жестокая татуировка» («Дьявол в моей плоти»)                       | 新・いれずみ無残                      | Син ирэдзуми мудзан тэкка-но дзинги            | Devil in the Flesh                         | Пр-во «Сётику». В ролях: Тидзуко Араи, Кэйскэ Сонои, Кикко Мацуока, Исао Нацуяги, Эйдзи Окада                                       |
| 1969        | «История небоскрёба»                                                      | 超高層のあけぼの                      | Тёкосо-но акэбоно                              | The Skyscraper Story                       | Пр-во «Нихон гидзюцу эйга-ся», прокат — «Тоэй». В ролях: Рё Икэбэ, Исао Кимура, Тэцуро Тамба, Микидзиро Хира, Ёсико Сакума          |

## Комментарии
1. ↑  Название «Творящие завтрашний день» происходит от английского названия под которыми фильм демонстрировался в международном прокате (англ. Those Who Make Tomorrow)
2. ↑  В советском прокате фильм демонстрировался с 5 августа 1957 года, р/у 1112/57 (дублирован на к/ст. им. М. Горького, 1957 г.) — опубликовано: журнал для работников кинопроката «Новые фильмы», 1957. Выпуск 3: Ориентировочный план выпуска новых художественных фильмов в 3 квартале 1957 года.
3. ↑  В советском прокате фильм демонстрировался с 30 сентября 1963 года, р/у 1190/63 (дублирован на к/ст. «Мосфильм», 1963 г.) — опубликовано: Аннотированный каталог фильмов выпуска 1963 года. М., «Искусство», 1963, стр. 16-17.
4. ↑  Название «Великая дорога» происходит от английского названия под которыми фильм демонстрировался в международном прокате (англ. The Great Road)
5. ↑  Название «Продавцы секса» происходит от английского названия под которыми фильм демонстрировался в международном прокате (англ. The Sex Peddlers)
6. ↑  Название «Татуированная соблазнительница» происходит от английского названия под которыми фильм демонстрировался в международном прокате (англ. Tattooed Temptress)